# Tronc-nurserie

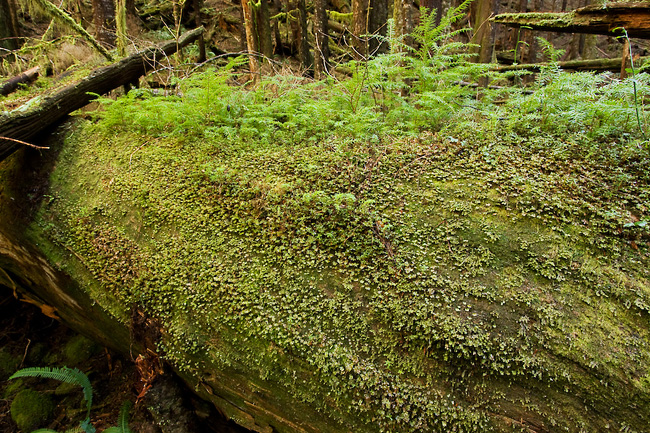
Tronc-nurserie à Avatar Grove en Colombie-Britannique, Canada

Un tronc-nurserie est un arbre tombé qui, en se décomposant, sert à la facilitation écologique des semis. Les avantages qu'un tronc-nurserie apporte à un semis peuvent être l' eau, l'épaisseur de la mousse, la litière de feuilles, les mycorhizes, la protection contre les maladies, les nutriments et la lumière du soleil . Des recherches récentes sur les agents pathogènes du sol suggèrent que dans certains écosystèmes forestiers, les agents pathogènes nocifs pour une espèce d'arbre particulière semblent se regrouper à proximité de cette espèce et, dans une certaine mesure, inhiber la croissance des semis. Les troncs-nurserie peuvent donc fournir une certaine protection contre ces agents pathogènes, favorisant ainsi une plus importante survie des semis.

## Fréquence

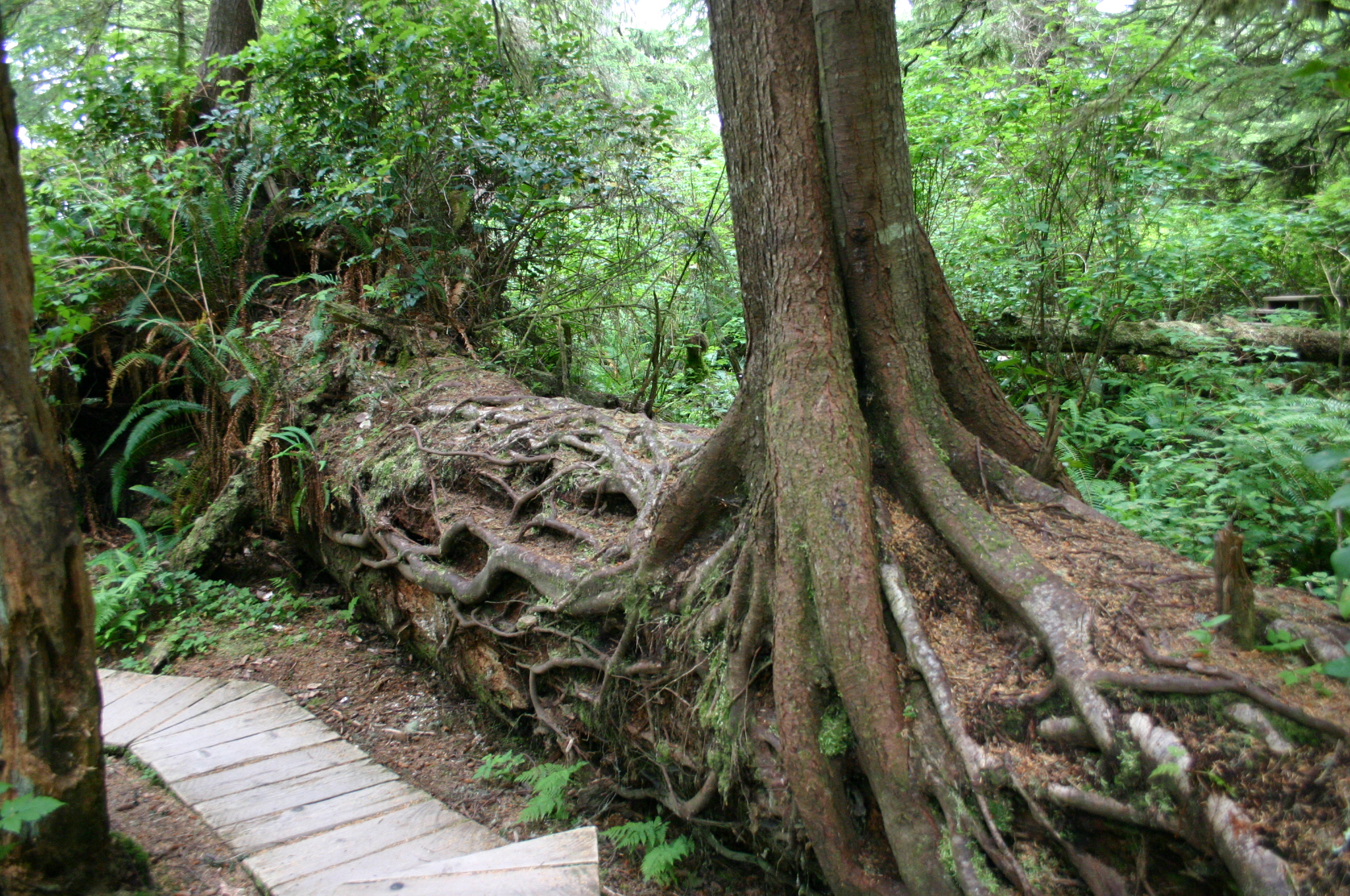
Tronc-nurserie abritant une jeune pruche de l'Ouest

Divers processus mécaniques et biologiques contribuent à la décomposition de la lignine des arbres tombés, entraînant la formation de niches de taille croissante, qui ont tendance à se remplir de déchets forestiers tels que de la terre des inondations printanières, des aiguilles, de la mousse, des champignons et d'autres éléments de la flore. La mousse peut également recouvrir l'extérieur d'une grume, accélérant sa décomposition et favorisant l'enracinement d'autres espèces grâce à sa capacité de rétention d'eau. De petits animaux tels que les écureuils se perchent et nichent souvent sur des troncs-nourrice, ajoutant à la litière des débris de nourriture et des excréments . La décomposition de ces détritus contribue à la formation d'un humus riche qui fournit un lit aux semences et des conditions adéquates pour la germination.